# Malte Ramel (1684–1752)

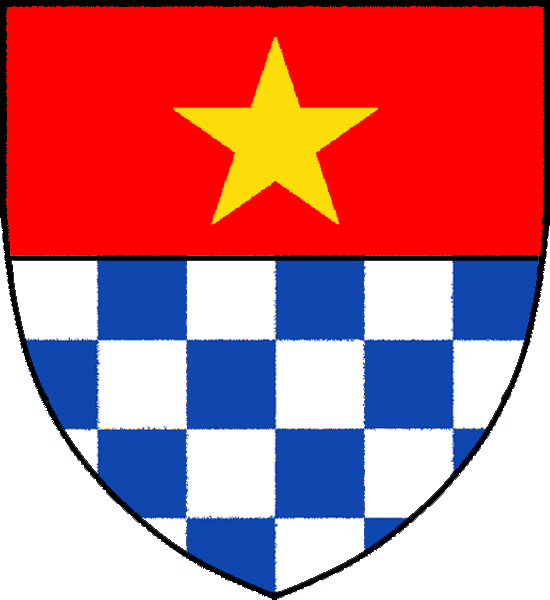
Vapensköld för svenska adelsätten Ramel

Malte Ramel, född den 6 augusti 1684 på Löberöd i Skåne, död den 22 januari 1752 på Maltesholm, var en svensk jorddrott. Han var far till Hans Ramel.
Ramel studerade vid Lunds universitet och tjänstgjorde en tid i Göta hovrätt, men lämnade snart ämbetsmannabanan för att ägna sig åt skötseln av sina vidsträckta ärvda gods Löberöd, Maltesholm, Västerstad, Hviderup, Sireköpinge med flera. Genom dessas avkastning och omtänksam hushållning blev han en bottenrik magnat. Ramel ägde mycket aristokratisk självkänsla och avböjde erbjudna titlar och utmärkelser. Han bibehöll gamla tiders enkla seder och var som lanthushållare och husbonde en sannskyldig patriark, bekant för sin uppriktiga fromhet och en del oskyldiga egenheter, varom många anekdoter levat bland allmogen.